# Tanakia limbata
Tanakia limbata är en fiskart som först beskrevs av Temminck och Schlegel, 1846.  Tanakia limbata ingår i släktet Tanakia och familjen karpfiskar. Inga underarter finns listade i Catalogue of Life.